# Acroporium secundum
Acroporium secundum är en bladmossart som beskrevs av Fleischer 1923. Acroporium secundum ingår i släktet Acroporium och familjen Sematophyllaceae. Inga underarter finns listade i Catalogue of Life.